# Sociala aktörer
Sociala aktörer är organisationer, företag och majoriteter/minoriteter inom samhällen som agerar som en grupp.[källa behövs] Dessa fraktioner påverkar samhället inom staten och är förknippade med det pluralistiska samhället.[källa behövs]